# 渋沢田鶴子
渋沢 田鶴子（しぶさわ たづこ、旧字体：澁澤 田鶴子、1952年〈昭和27年〉3月5日 - ）は、日本の福祉学者、著述家、渋沢家次期当主、渋沢栄一記念財団業務執行理事、一般財団法人MRAハウス評議員。
父は渋沢雅英。祖父は渋沢敬三。曾祖父は渋沢篤二。高祖父は渋沢栄一（いずれも父の父方）。高祖父（父の母方）に岩崎弥太郎。曾祖父に木内重四郎。微生物学者の服部黎子は叔母。政治家の木内孝胤と実業家の渋沢裕は親戚に当たる。

## 経歴
1952年3月5日、渋沢栄一の嫡曾孫の雅英と妻・房子（旧姓・井上）の長女（第一子）として生まれる。祖父・敬三にとっては初孫であった。
オクシデンタル大学卒業。カリフォルニア大学ロサンゼルス校（UCLA）修士・博士号（MSW・PhD）取得。
ニューヨーク大学大学院社会福祉学部およびコロンビア大学大学院社会福祉学部准教授を歴任するなど教育者としての道を歩みつつ、父雅英と共に道徳再武装（MRA）運動に従事し、MRAハウス評議員に就任している。
2016年2月20日に弟の渋沢雅明が死去してからは、渋沢家次期当主（雅英の後継者）として振る舞う機会が増えており、雅明没後には渋沢栄一記念財団の理事にも就任している。
2023年8月、渋沢一族を代表して栄一の生家・「中の家」の改修工事のイベントに渋沢（旧子爵）家の当主である父・雅英と共に出席した。

## 家族・系譜

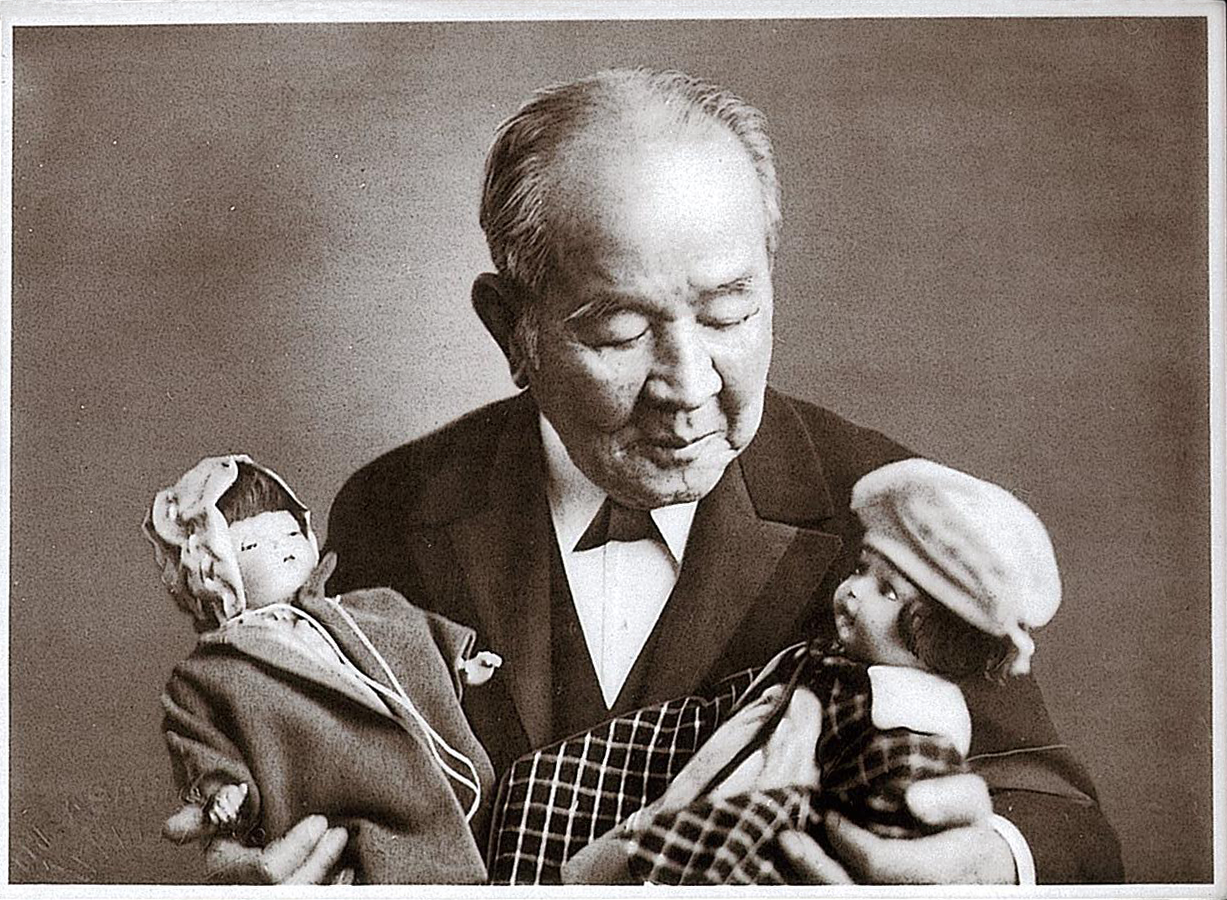
高祖父の渋沢栄一。

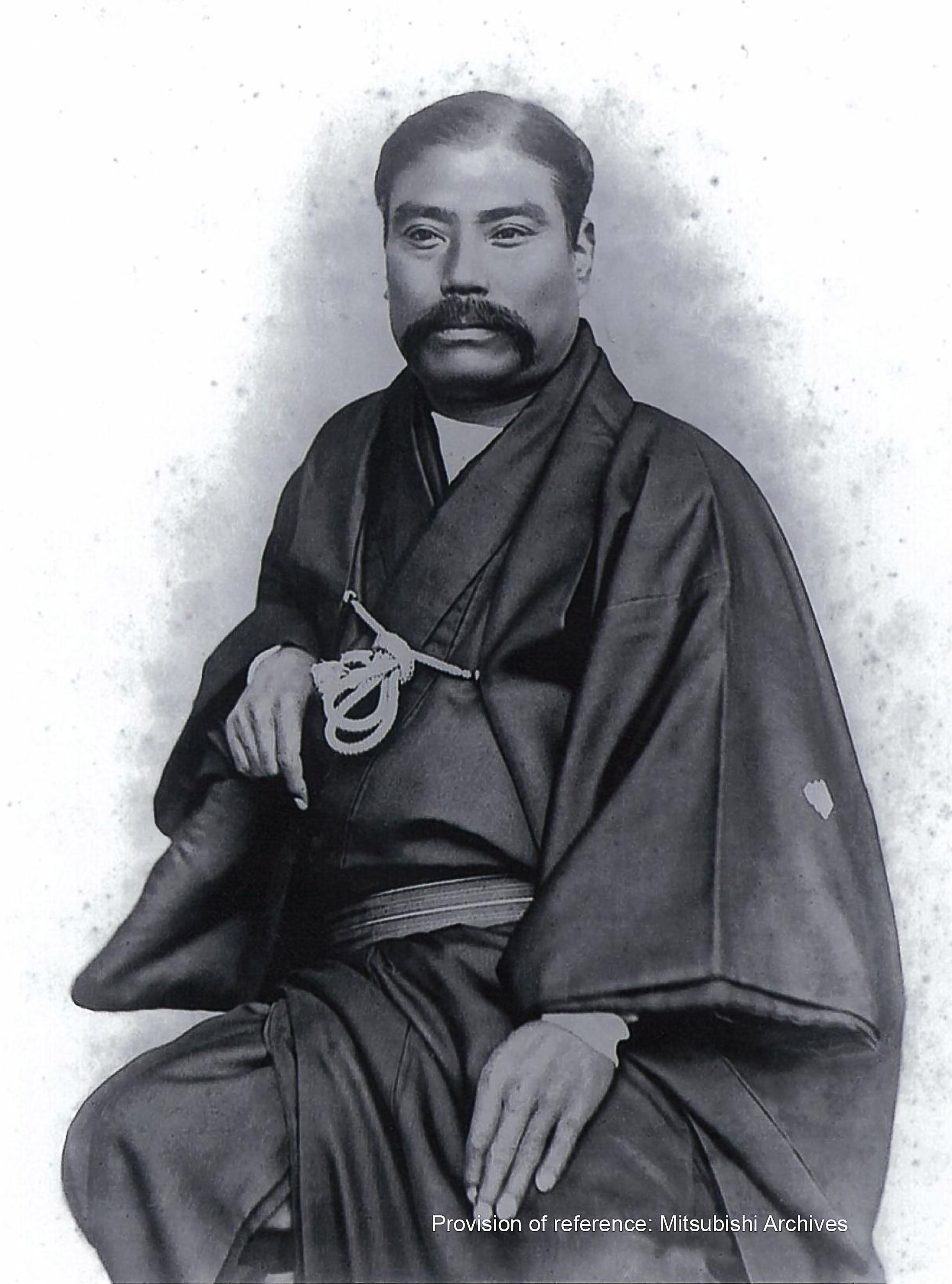
高祖父の岩崎弥太郎

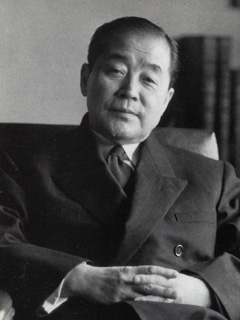
祖父の渋沢敬三。

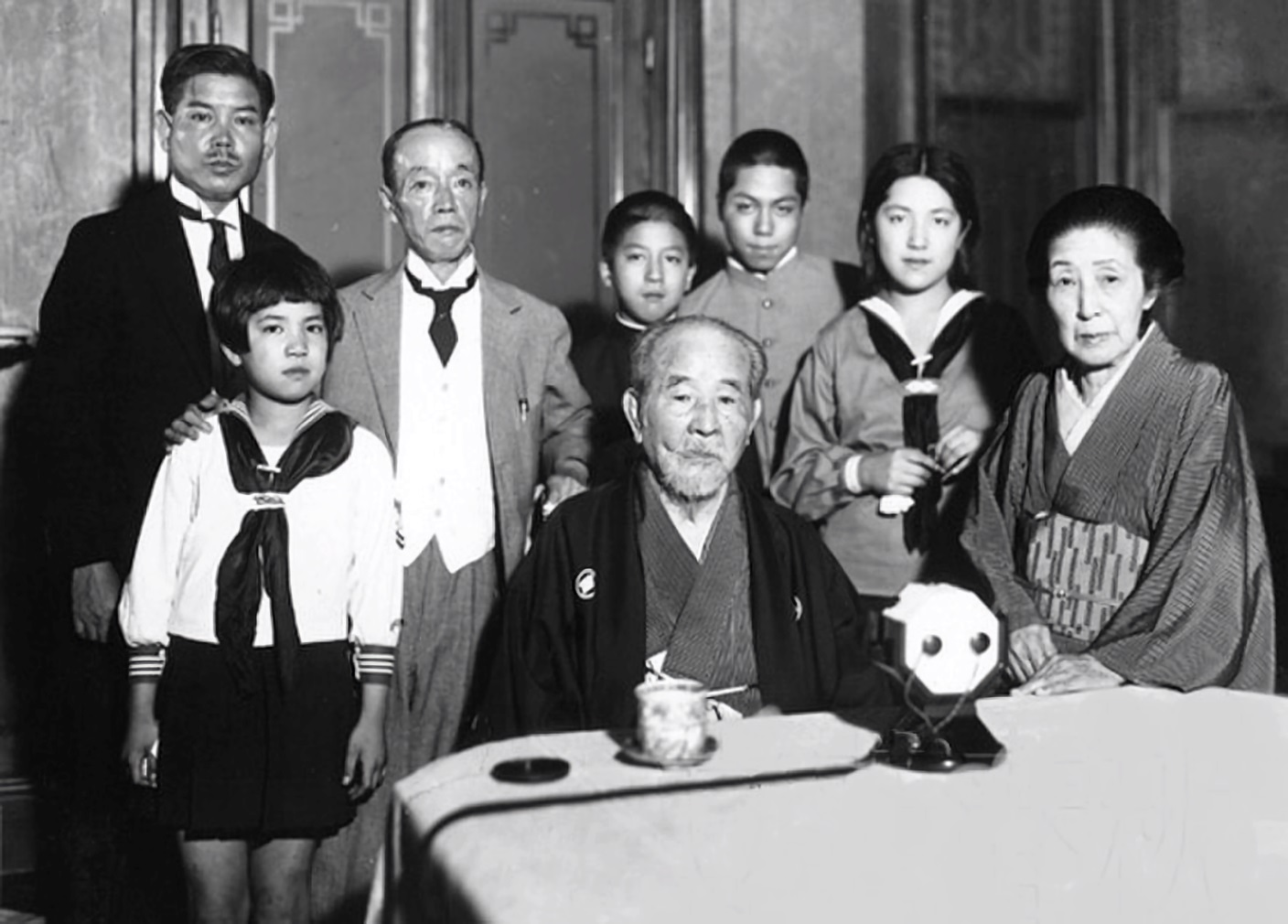
渋沢家の人々。

### 渋沢宗家（旧子爵家）
- 高祖父・栄一（1840年 - 1931年、子爵、第一銀行頭取、東京市養育院長） - 住所は東京市深川区福住町から、日本橋区兜町、東京府北豊島郡滝野川町西ケ原。
- 高祖母・千代（1841年 - 1882年、尾高惇忠の妹、栄一の従妹）- 栄一同郷幼馴染み、祖父・篤二の実母。
- 曾祖母・敦子（1880年 - 1943年、伯爵・橋本実梁の娘で、橋本実頴の妹） - 夫篤二の廃嫡が正式に決まった直後に敬三ら3人の子供を連れて三田綱町の屋敷を出て、数年間にわたり本郷西方町、高輪車町、駒込神明町などの小さな借家を転々とする。
- 曾祖父・篤二
明治5年（1872年）生 - 1932年（昭和7年）10月没。
栄一・千代夫妻の長男。10歳で母・千代を亡くし、父・栄一が再婚したため、姉の穂積歌子、陳重夫婦に養育される。1886年、14歳で龍門社社長となり『龍門雑誌』刊行開始。1892年、20歳で第五高等学校中退、栄一に謹慎を命じられたのち、1895年、23歳で結婚、翌1896年、敬三誕生。翌1897年、栄一により渋沢家直轄事業として澁澤倉庫部が設立され、倉庫部長に就任（のち取締役会長）。1899年、義兄穂積陳重の渡欧に随行、各国を歴訪し帰国後、第一銀行に勤務<。趣味多く、写真撮影、常磐津、都都逸なども玄人はだしの才人で、1911年には新聞に新橋芸者・玉蝶（本名・岩本イト、1887年 - 1955年）との仲が報じられる。敬三が18歳となった1913年に栄一の決定により篤二を廃嫡とし、篤二長男の敬三を嫡孫とした。篤二が一族の長となるには蒲柳の質が心配されており、栄一は自身の没後の篤二と、その異母弟らとの家督を巡る争いの芽を摘むための措置をとったものとも考えられている[誰によって?]
- 祖父・敬三（1896年 - 1963年、子爵、渋沢同族社長。澁澤倉庫取締役、第一銀行副頭取、日本銀行総裁、大蔵大臣） - 東京市深川福住町生まれ。
- 父・雅英
1925年（大正14年）2月生。
公益財団法人渋沢栄一記念財団相談役。ロンドンで生まれ、武蔵高等学校 (旧制)、前橋陸軍予備士官学校、陸軍少尉を経て東京大学農学部卒業、東京食品ロンドン駐在員を一年で辞し、米国でキリスト教系の道徳再武装（MRA）運動に専従、帰国後MRAアジアセンターの語学学校経営など同団体の活動を続け、1994年から2003年には、曾祖父・渋沢栄一が設立に関わった東京女学館の第12代館長に就任。1997年から2020年まで、公益財団法人渋沢栄一記念財団理事長。『父・渋沢敬三』など著書多数。2023年1月の鮫島純子の死去により[3]生前の栄一と面識ある存命子孫は雅英1人のみとなっている。
- 母・房子（1929年-2017年）
- 弟・雅明（1954年-2016年）[1]

### 別家・親戚
- 澁澤健
- 渋沢裕
- 渋沢信雄
- 渋沢智雄
- 渋沢秀雄
- 阪谷希一
- 穂積重行
- 阪谷芳直
- 木内孝胤
- 服部勉
- 佐々木繁弥